# Bessie Smith
Bessie Smith (15. april 1894 - 26. september 1937) var en afroamerikansk bluessangerinde og danser.
Smith var i 1920'erne og 1930'erne en af de mest populære bluessangere og opnåede en berømmelse som hidtil var uset for en sort kvinde og blev sin tids bedst betalte afroamerikanske entertainer. På grund af dette blev hun givet titlen "Empress of the Blues" (Kejserinden af blues).

## Biografi
Bessie Smith blev født i Chattanooga, Tennessee, som datter af Laura og William Smith. Hun voksede op i fattigdom, som de fleste afroamerikanere på den tid, og blev som ni-årig forældreløs da moderen døde, Smith kunne slet ikke erindre sin far, hvorefter hun og hendes søskende blev opdraget af en ældre søster, Viola.
For at bidrage til husholdningen optrådte Smith og broderen Andrew på gadehjørner, hvor han spillede guitar, mens hun sang og dansede. I 1904 forlod hendes ældste bror, Clarence, familien for at blive musiker uden at fortælle Smith det, af frygt for at hun ville gøre det samme. I 1912 skaffede han dog Smith arbejde som danser hos truppen, the Stokes Troup, hvor han selv arbejdede. Truppens hovednavn Ma Rainey, en af de tidligst kendte bluessangerinder, tog Smith under sine vinger, og de to blev gode venner.
Efterfølgende optrådte Smith med forskellige grupper og forskellige steder, men med base på 81" Theater i Atlanta, indtil hun i 1923 skrev kontrakt med Columbia Records.
Hun var allerede flyttet til Philadelphia, da hun påbegyndte sin pladekarriere, og her mødte hun Jack Gee, en sikkerhedsvagt som hun forelskede sig i, og med hvem hun blev gift den 7. juni, 1923, lige som hendes første plade blev udgivet. Det blev et stormfuldt ægteskab, med utroskab og vold fra begge sider, men det var også på denne tid at Smith skød til vejrs og blev den bedst betalte sorte entertainer med sit eget show, hvor der nogle gange var så mange som 40 truppe med, og hun turnerede i sin egen togvogn. Gee var glad for pengene, men han brød sig ikke om showbusinesslivet eller Smiths biseksualitet. Hun forlod endeligt Gee i 1929, da hun opdagede hans affære med en anden sangerinde, Gertrude Saunders, men de blev aldrig skilt.
I stedet fandt Smith Gees diametrale modsætning i sin ven Richard Morgan, med hvem hun var i et forhold indtil sin død.

## Karriere
I 1923 udgav Smith sin første plade, der bestod af "Downhearted Blues" og "Gulf Coast Blues". Begge sange blev store hits i USA.
Samme år udgav hun ligeledes de populære "T'Ain't Nobody's Biz-Nezz If I Do" og "Baby Won't You Please Come Home" blandt andre.
I 1925 udgav hun blandt andet to af sine bedst kendte sange "Careless Love Blues" og "The St. Louis Blues", sidstnævnte med en ung Louis Armstrong på trompet.
I 1929 udgav Smith sit sidste store hit, sangen "Nobody Knows You When You're Down and Out".
Trods sin store succes blev hun ofte udnyttet i sine kontrakter og havde som følge deraf ofte økonomiske problemer. Smith døjede desuden i mange år med lavt selvværd, alkoholmisbrug og et dårligt ægteskab. Hun var derudover kendt for at være temperamentsfuld og ikke bange for at slå fra sig.
I 1937 døde Bessie Smith i en bilulykke.